# Xirochórion (ort i Grekland)
Xirochórion är en ort i Grekland.   Den ligger i prefekturen Nomós Ileías och regionen Västra Grekland, i den södra delen av landet, 190 km väster om huvudstaden Aten. Xirochórion ligger 185 meter över havet och antalet invånare är 408.
Terrängen runt Xirochórion är huvudsakligen kuperad, men åt sydväst är den platt. Havet är nära Xirochórion åt sydväst. Runt Xirochórion är det ganska tätbefolkat, med 56 invånare per kvadratkilometer. Närmaste större samhälle är Zacháro, 3,7 km söder om Xirochórion.